# Rock catalão

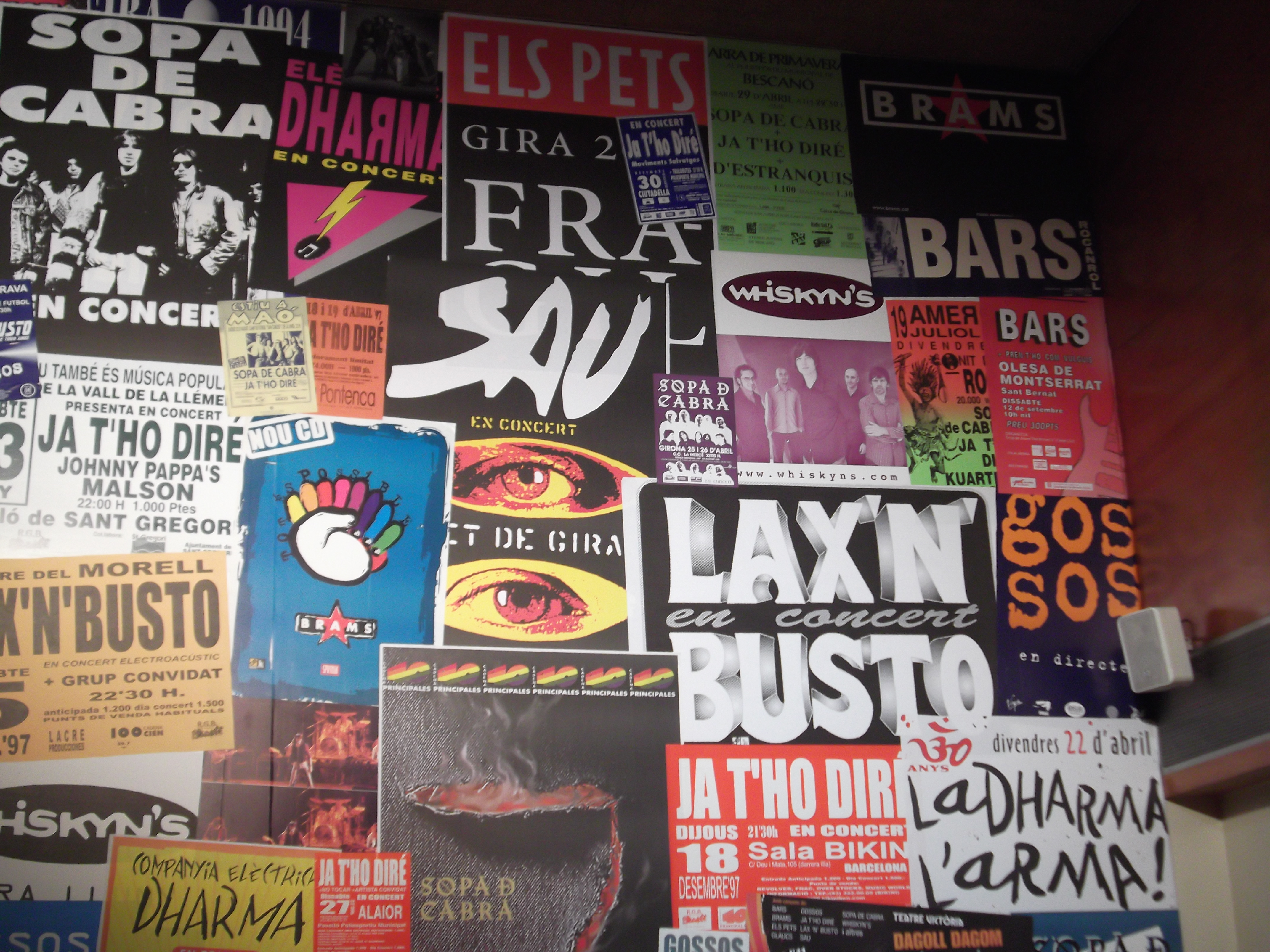
Cartazes de diferentes grupos de rock catalão

Rock catalão é um estilo musical utilizado para fazer referência a algumas formações musicais de finais do século século XX e princípios do século XXI que cantam em catalão. Apesar da expressão conter a palavra rock, também pode incluir outros estilos como a música pop. Em especial costuma-se referir a uma série de grupos que surgiram nos anos 70, que cantavam em catalão.

## Contexto Histórico
Nos anos 80 e princípios dos 90 com grupos e intérpretes de música rock e de outros estilos em catalão. Estes grupos tiveram um impacto social e comercial e incrementaram a presença da língua catalã na vida quotidiana das gerações mais jovens.

### História
O sucesso do Rock Catalão tem a ver com a geração dos noventa. Os jovens nascidos à década dos setenta quase não tinham referentes musicais, tinham feito as primeiras passas durante a Transição e tinham sido escolarizados em catalão. Desde a morte de Franco, o idioma tinha ganhado presença, também, em outros âmbitos como a administração ou os meios de comunicação.

### O Concerto de Sant Jordi
O fenómeno social baptizado como Rock Catalão vai surgir em força em Barcelona a 14 de Junho de 1991 no Palau Sant Jordi com um concerto conjunto de quatro dos grupos mais populares, ao qual assistiram mais de 22.000 pessoas, que seria o recorde europeu de público num espectáculo musical celebrado num recinto fechado.